# قطعنامه ۳۳ شورای امنیت
قطعنامه  ۳۳ شورای امنیت سازمان ملل متحد که در تاریخ ۲۷ اوت ۱۹۴۷ تصویب شد، سندی بین‌المللی دربارهٔ روش کار شورا است. این قطعنامه طی نشست ۱۹۷ام با ۱۰ موافق، ۰ مخالف و ۱ ممتنع تصویب شد.